# Selar crumenophthalmus
Cá tráo mắt to (Danh pháp khoa học: Selar crumenophthalmus) là một loài cá trong họ Cá khế Carangidae trong Bộ Cá Vược, thuộc chi cá tráo (Selar) phân bố ở Hồng Hải, Ấn Độ Dương, Indonexia, Philippin, Trung Quốc, Nhật Bản và vùng biển nhiệt đới bờ tây Thái Bình Dương.

## Đặc điểm
Thân dài, dẹp bên, viền lưng hơi thẳng hơn viền bụng. Toàn thân, phần trên nắp mang, má và xương hàm trên phủ vảy tròn nhỏ. Đường bên hoàn toàn, đoạn trước chỉ hơi cong, đoạn sau thẳng từ phía dưới tia vây lưng thứ 8 – 10, có 51 – 63 vảy thường phủ trên đoạn cong và một phần đoạn thẳng, 30 -38 vảy lăng phủ trên đoạn thẳng còn lại. Phía trước vay lưng thứ nhất không có gai mọc ngược. Bắp đuôi ngắn. Đầu tương đối lớn, dẹp bên. Góc trên xương nắp mang chính có một số gai dài dẹt, đoạn giữa mép sau xương nắp mang chính và mép dưới, mép sau xương nắp mang trước hình răng cưa.
Khe mạng rộng, màng nắp mang không liền với ức. Lược mang dài, dẹt và cứng. Một số tia vây phía trước của vây lưng thứ hai kéo dài thành đỉnh nhọn. Vây hậu môn đồng dạng với vây lưng thứ hai. Vây ngực hình lưỡi liềm, dài hơn chiều dài đầu. Vây bụng nhỏ, ở dưới vây ngực. Vây đuôi xẻ thành hai thuỳ rộng, mút vây nhọn, có 15 tia vây phân nhánh. Lưng màu xanh xám, phần bụng màu trắng, nắp mang không có vết đen hoặc có nhưng mờ. Vây lưng và vây đuôi màu đen nhạt.
Mõm tương đối dài nhọn. Mắt rất lớn, đường kính lớn hơn chiều dài mõm. Màng mỡ rất phát triển chỉ để hở 1 khe hẹp ở giữa mắt. Loài này có thể dài 2/3 mét. Thức ăn là các loại cá nhỏ. Manh tràng khoảng 23-28 cái. Khoảng cách 2 mắt rộng, cao tròn. Mỗi bên 2 lỗ mũi hình khe, vị trí gần sát mặt lưng của đầu. Miệng rộng, chếch, hàm dưới nhô dài hơn hơn hàm trên. Môi trên hẹp, môi dưới rộng và dày. Xương hàm trên phát triển, kéo dài đến phía dưới viền trước đồng tử mắt. Răng nhỏ nhọn, hàm trên có hai hàng ở đoạn trước, một hàng ở đoạn sau, hàm dưới có một hàng. Răng mọc thành hình chữ Y, trên xương lá mía mọc thành đai, trên xương khẩu cái mọc thành đám rộng trên lưỡi.